# پیتر بیدل
پیتر بیدل (انگلیسی: Peter Beadle؛ زادهٔ ۱۳ مهٔ ۱۹۷۲) بازیکن فوتبال اهل بریتانیا است.
از باشگاه‌هایی که در آن بازی کرده‌است می‌توان به باشگاه فوتبال بارنت، باشگاه فوتبال تاتنهام هاتسپر، باشگاه فوتبال گیلینگام، باشگاه فوتبال ای‌اف‌سی بورنموث، باشگاه فوتبال بریستول راورز، باشگاه فوتبال نوتس کانتی، باشگاه فوتبال ساوتند یونایتد، باشگاه فوتبال برنتفورد، باشگاه فوتبال واتفورد، باشگاه فوتبال بریستول سیتی، باشگاه فوتبال کلیودون پارک، و باشگاه فوتبال پورت ویل اشاره کرد.